# Philip Rosenberg
Philip „Phil“ Rosenberg (* 15. Januar 1935 in Brooklyn, New York City, New York) ist ein US-amerikanischer Artdirector und Szenenbildner, der 1980 einen Oscar für das beste Szenenbild gewann.

## Leben
Rosenberg begann seine Laufbahn als Art Director und Szenenbildner in der Filmwirtschaft Hollywoods 1968 bei dem Film Die Möwe (The Seagull) und wirkte bis 2002 an der szenischen Ausstattung von fast vierzig Filmen mit.
1979 wurde er zusammen mit Tony Walton, Edward Stewart und Robert Drumheller für den Oscar für das beste Szenenbild nominiert, und zwar für The Wiz – Das zauberhafte Land (1978) von Sidney Lumet mit Diana Ross, Michael Jackson und Nipsey Russell in den Hauptrollen.
Bei der Oscarverleihung 1980 gewann er mit Walton, Stewart und Gary J. Brink den Oscar für das beste Szenenbild in Hinter dem Rampenlicht (1979) von Bob Fosse mit Roy Scheider, Jessica Lange und Leland Palmer. Zugleich wurde er für das Produktionsdesign in diesem Film für einen British Academy Film Award (BAFTA Film Award) nominiert.

## Filmografie (Auswahl)
- 1968: Die Möwe (The Seagull)
- 1969: Children’s Games
- 1972: Child’s Play
- 1976: Network
- 1978: The Wiz – Das zauberhafte Land
- 1983: Daniel
- 1987: Mondsüchtig
- 1993: Jenseits der Unschuld (Guilty as Sin)
- 1993: Die Akte
- 1999: Hurricane
- 2002: Collateral Damage – Zeit der Vergeltung

## Auszeichnungen
- 1980: Oscar für das beste Szenenbild